# Iville
Iville település Franciaországban, Eure megyében. Lakosainak száma 420 fő (2022. január 1.). Iville Cesseville, Crestot, Crosville-la-Vieille, Épégard, Hectomare és Marbeuf községekkel határos.

## Népesség
A település népességének változása:
| Lakosok száma | 314  | 328  | 410  | 452  | 502  | 504  | 464  | 426  | 417  | 420  |
|               | 1968 | 1982 | 1990 | 2006 | 2013 | 2015 | 2017 | 2019 | 2020 | 2022 |